# Hrvatsko-bugarski ratovi
Hrvatsko-bugarski ratovi bili su serija oružanih sukoba u 9. i 10. stoljeću između Hrvatske i Bugarske. Tijekom ovih ratova, Hrvatska je sklopila savez s Istočnom Franačkom i Bizantom protiv Bugarskog Carstva. 

## Prvi rat
Sredinom 9. stoljeća, Bugarska je bila dominantna sila na istočnom i srednjem dijelu Balkana. Godine 854., bugarski vladar Boris I. sklopio je savez s moravskim princom Rastislavom protiv Ludviga Njemačkog, vladara Istočne Franačke. Knez Primorske Hrvatske, Trpimir, vjeran franački vazal, bio je svjestan bugarske opasnosti i njihove ekspanzije prema zapadu koja je nakon osvajanja Raške došla do hrvatskih granica. Prema Konstantinu Profirogenetu VII., Bugari su napali Hrvatsku oko 854. god, no postoji mogućnost i da je Ludvig Njemački sponzorirao Trpimirov napad na Bugarsku. Tijekom ovog rata dogodila se samo jedna veća bitka, i to na teritoriju današnje sjeveroistočne Bosna, u kojoj nijedna strana nije ostvarila jasnu pobjedu. Ubrzo su započeti mirovni pregovori između Trpimira i Borisa I. koji su zapečaćeni simboličnom razmjenom darova. Tada je utvrđena granica između Hrvatske i Bugarske na rijeci Drini (koja danas čini granicu između Bosne i Hercegovine i Srbije).

## Drugi rat
Bugarski car Simeon je vodio dug i mukotrpan rat protiv bizantskog cara Romana I. od kojega je namjeravo preuzeti Bizantsko Carstvo. Nakon snažnog bugarskog pritiska i pretrpjevši poraz za porazom, Bizantsko Carstvo je ušlo u pregovore s Hrvatskom i Srbijom u želji da ostvari savez protiv Bugara. O ovim planovima, cara Simeona, je izvjestio vladar Zahumlja, Mihajlo Višević, kojeg su Srbi prognali na otoke zauzevši većinu njegove države. Simeon je poharao srpske zemlje 924. godine i prevarivši srpsku vlastelu, pripojio ih Bugarskom Carstvu. Srpski veliki župan, Zaharija Pribislavljević, pronašao je sklonište na hrvatskom dvoru, kao i veliki broj Srba koji su prebjegli u Tomislavovu Hrvatsku. Kako bi privolio kralja Tomislava da se uključi u rat protiv Bugara, Romanos I. je 925. god. odredio da dalmatinski gradovi umjesto Bizantu, od tada porez plaćaju hrvatskoj državi; od tada je Dalmacija, uključujući većinu gradova i otoka, postala pod upravom Kralja Tomislava i od tada administrativnim dijelom Hrvatske. Također, Zahumljani pod princom Mihajlom, su već 926. god. postali Tomislavovi vazali. Car Simeon je poslao svog vojvodu Alogobotura da potjera ostatak Srba prema Hrvatskoj, što je prouzrokovalo njihovu pobunu i rat oko 926. god.
Vrhunac sukoba bila je Bitka u bosanskim planinama 27. svibnja 927. godina, kada su hrvatske snage pod vodstvom kralja Tomislava, potpuno uništile bugarske snage vojvode Alogobotura, pobivši većinu bugarskih vojnika. Hrvatska pobjeda je bila tako velika i odlučujuća da su suvremeni izvori uvelike pretjerivali u navodima veličine sukobljene vojske (160,000 hrvatskih snaga nasuprot malo više bugarskih vojnika). Ovo je bila jedina bitka koju je car Simeon ikada izgubio. Kako su oba vladara održavali dobre odnose s papom Ivanom X., papa je uspio pregovorima da okonča rat ubrzo nakon same bitke. Iako nije došlo do promjena državnih granica sukobljenih strana, Hrvatsko Kraljevstvo je izniklo ojačano iz rata, ne samo vojnom snagom, nego i prirodnim resursima, te je postalo najsnažnijom državom toga razdoblja, sposobnom da podigne značajnu pomorsku flotu. 
Na dan bitke, u Preslavu je preminuo car Simeon, a njegov nasljednik, Petar I. suočio se s unutarnjim nemirima, te borbom za vlast s braćom Mihajlom i Ivanom. Srbi su uspjeli iskoristiti ove sukobe i većina ih se 931. god. uspjela vratiti u svoje domove tijekom obnovljene srbijanske države Časlava Klonimirovića, čime je Hrvatska prestala graničiti s Bugarskom.

## Treći rat
U drugoj polovici 10. stoljeća Hrvatskom je vladao Stjepan Držislav. Stjepan je sklopio savezništvo s Bizantskim Carstvom koje ga je zauzvrat priznalo za kralja Hrvatske i njenih posjeda. Nakon njegove smrti 997. godine, njegov sin Svetoslav Suronja je nastavio probizantsku politiku. Njegova braća Krešimir III. i Gojslav nisu htjeli Svetoslava priznati za vladara te su izveli državni udar pitavši bugarskog cara Samuila za pomoć. Samuil se odazvao te prodro u Dalmaciju i razorio Trogir i Split, no Hrvati su ga zaustavili kod Zadra. Samuilo je osvojio dosta hrvatskog teritorija te ga dao Krešimiru III. i Gojslavu i tako su ta dvojica pobijedila uz bugarsku pomoć te u potpunosti preuzeli Hrvatsko Kraljevstvo 1000. godine. Svetoslav je prognan u Mletke, no nakon prevrata vlasti u Mletcima, prognan je u Ugarsku. Smrću Ivana Vladislava 1018. Bugarska je pala pod bizantsku vlast, a Krešimir III. i Gojslav su postali bizantski vazali.